# Глазго Грин
Глазго Грин (англ. Glasgow Green) — парк, расположенный в восточной части Глазго, на северном берегу реки Клайд. Основанный в середине XV века, Глазго Грин является старейшим парком города.

## История
В 1450 году король Шотландии передал в дар епископу Яков II Уильяму Тёрнбуллу и всем жителям Глазго заболоченный участок земли на берегу Клайда. Изначально здесь пасли скот, стирали и отбеливали бельё, сушили рыбачьи сети и занимались плаванием.
В 1817 и 1826 годах были предприняты первые попытки облагородить участок будущего парка: территория была выровнена и осушена, реки и ручьи заключены в трубы под землю.

## Достопримечательности
В парке находится Национальный хоккейный центр Глазго.

### Памятник Нельсону
В 1806 году, через год после смерти Горацио Нельсона в его честь в Глазго Грин был возведён монумент высотой 43,5 метра. Он стал первым памятником великому флотоводцу в Великобритании – колонна Нельсона в Дублине появилась лишь спустя два года, а в Лондоне – через три десятилетия.
Через 4 года после воздвижения в памятник ударила молния. В результате в нём образовалась длинная структурная трещина. В 2002 году в ходе реставрации памятника, на которую потратили около £ 900 000, были устранены накопившиеся за два столетия повреждения, а сам монумент был приведён к своему первоначальному виду.